# 国鉄C53形蒸気機関車
C53形蒸気機関車（C53がたじょうききかんしゃ）は、日本国有鉄道（国鉄）の前身である鉄道省がアメリカから輸入したC52形を解析の上、国産化した3シリンダー型のテンダー式蒸気機関車である。愛称はシゴサン。幹線での急行列車牽引を主な用途とした旅客用蒸気機関車であった。

## 製造
汽車製造、川崎車輛の2社により、1928年から1929年の間に97両が量産された。その状況は次のとおりである。
- 1928年：C53 1 - 53（53両）
- 1929年：C53 54 - 97（44両）

- 汽車製造（47両）
  - C53 1 - 16（製造番号996 - 1011）
  - C53 43 - 53（製造番号1038 - 1049）
  - C53 57 - 59（製造番号1076 - 1078）
  - C53 71 - 80（製造番号1093 - 1097, 1104 - 1108）
  - C53 91 - 97（製造番号1152 - 1158）
- 川崎車輛（50両）
  - C53 17 - 42（製造番号1241 - 1247, 1254 - 1272）
  - C53 54 - 56（製造番号1303 - 1305）
  - C53 60 - 70（製造番号1322 - 1332）
  - C53 81 - 90（製造番号1375 - 1384）

なお、本形式は製造中において以下に代表される細部の変更が行われた。
- 砂箱の溶接構造化（C53 34以降、1929年製のC53 54からは外形も変更）
- 運転室上部天窓の増設と加減リンク受の形状変更（C53 43以降）
- シリンダ側面の蒸気室覗き穴を大型化（C53 45以降）
- 煙室前面に手摺の増設（C53 54以降の川崎車輛製）
- 汽笛取り付け位置を火室上部からドーム右側面へ、排障器位置を先台車から前部台枠に（C53 57以降）
- 煙室前面の手摺を煙室扉から煙室外周へ（C53 57以降の汽車製造製）
- 前デッキ前面の垂直部を一体のものから4分割した引戸に変更（C53 60以降）

## 開発の背景
大正末期から鋼製客車の出現によって客車の重量が10％ほど増加し特別急行列車の速度を維持するには18900形（後のC51形）では出力不足であり、このため狭軌（1067mm軌間）でこれ以上の輸送力増加に対応するには3シリンダー機を導入するしかないと考えられた。
これ以前に1924年（大正13年）頃に輸送力増大を見込んで3シリンダー機関車の案がいくつか挙げられていた。「機70形」「機78-2形」「機80形」という3形式の断片的なデータが残っており、それぞれ以下のような形式であった。
最初期の3シリンダー機計画案
| 形式名   | 軸配置       | 最大軸重 | 動輪径 | 最高速度 | 運転整備総重量 |
| -------- | ------------ | -------- | ------ | -------- | -------------- |
| 機70形   | 2C1（4-6-2） | 15.6t    | 1750mm | 100㎞/h  | 130.0t         |
| 機78-2形 | 2D1（4-8-2） | 15.0t    | 1600mm | ？       | 134.95t        |
| 機80形   | 2C1（4-6-2） | 17.8t    | 1600mm | 95㎞/h   | 138.4t         |

これらのうち機70形は急行旅客用で後にC53形を実際に作る時に（大きさや性能の）原型にしたもの、後者2つは重量急行旅客用だが、3シリンダーそのものをまったく扱ったことがない当時は中央シリンダー取付位置などは未定のままで、実際にアメリカから3シリンダーのパシフィック機8200形（後のC52形）を試験的に輸入したところボイラ効率・機械効率が悪いと判断されたので、これらの問題を解消すべくD50形並のボイラーとC51形並の1750mm径動輪を持つ3シリンダー機関車として1928年（昭和3年）から製造された。
この時、シリンダブロック周辺など3シリンダー機の特色となる部分は朝倉希一による「大学を出たばかりの頭の柔らかい新人に任せよう」との判断から、当時新進の島秀雄が研究を担当した。
シリンダー要素以外にもボイラ径がC51形より太くなったことでボイラ中心位置が上がったため、重心を抑えるように設計が配慮されており、鋳物製の化粧煙突から軽いパイプ煙突に変更、給水加熱器を前方台枠下に吊り、先従輪は940mmだったものを860mmにして台枠を低め、砂箱をボイラー上から歩み板の上に変更されるなどの配慮がされている。

## グレズリー式弁装置
本形式に採用されたグレズリー式連動弁装置は、ロンドン・アンド・ノース・イースタン鉄道 (LNER) の技師長 (Chief Mechanic Engineer:CME) であったナイジェル・グレズリー卿が考案した、単式3シリンダー機関車のための弁装置である。
これは通常のワルシャート式弁装置を基本として、その左右のピストン弁の尻棒の先端に連動大テコ（2 to 1 Lever：右側弁の尻棒と連動小テコの中央部に設けられた支点とを結び、中央部で台枠とピン結合される）・連動小テコ（Equal Lever：中央弁の尻棒と左側弁の尻棒を結ぶ）の2つのテコの働きにより、左右のシリンダーのバルブタイミングから差動合成で台枠中央部に設けられたシリンダーのバルブタイミングを生成する、簡潔かつ巧妙な機構である。
この方式を使えば、それぞれのシリンダーに独立した弁があるタイプの3シリンダー式に対し、中央シリンダーのロッド・クランク横のバルブギアを省略できるので整備の際に下にもぐる手間が省けるが、ベアリングの摩耗などでわずかでもレバーにガタが生じると中央シリンダーの動きがずれて主動軸クランクに損傷が起きるという問題があった。そのため、ウォーバッシュ鉄道クラスK5では納品直後に中央シリンダーのメインロッド関連で不具合を引き起こし、ニュージーランドのNZR 98もグレズリー式連動弁装置が問題を引き起こし配備から9年でCLASS G（4-6-2）へ部品提供のため解体されている。CLASS G（4-6-2）もグレズリー式連動弁装置を引き続き採用したこともあり欠点が多く2シリンダー化も提案されたが費用面の問題で車齢19年で廃車された。発祥地のイギリスでも第二次世界大戦中にこの問題が発生しており、ロンドン・ミッドランド・アンド・スコティッシュ鉄道 (LMS)の3シリンダー機関車の6倍に及ぶ故障が起きていた。グレズリー式連動弁装置はリンクやピンの数が多すぎて、摩耗やレバーのたわみの影響を受けやすかっただけでなく、「様々な機能的欠点」を抱えていると多くの人物が指摘しており設計自体に欠陥を抱えていた。
本機においては正式に特許実施権を獲得していたアメリカン・ロコモティブ（アルコ）で設計・製造したC52形や満鉄のミカニ形（日本で製造したものもあるがアメリカ製造車と同設計）と違い、グレズリー弁関係のノウハウがない状態で設計を変えてあるので以下のような点で問題が生じている。
- 軽量化を優先して連動テコを細く[注 6]、さらに上下方向に穴を8つ開けておいたため高速で動作する際のたわみが発生した。
- クランク軸にニッケル・クローム鋼を使用した所、発熱が大きくなった[注 7]
- 給油機構がうまくいっておらず、上記の発熱もあって潤滑不足による中央クランクの焼きつきが問題になった[注 8]。
- リンクの動作中心をピストン弁中心に合わせるのではなく、リンクの回転円の外端をピストン弁中心に合わせて設計されている。

国鉄側では中央シリンダーの不具合について台枠との取り付けが悪い（弱い）と認識していた形跡があり、国鉄によって編集された『鉄道辞典』では「C53形機関車」の項で「この部（注：主台枠の中央シリンダーの取り付け部分）に亀裂が発生して困った」と記述があるほか、「3シリンダ機関車」や「C59形機関車」でも中央シリンダーと台枠の取り付けに関して記載がある。

## 鉄道省唯一の日本製3シリンダー機

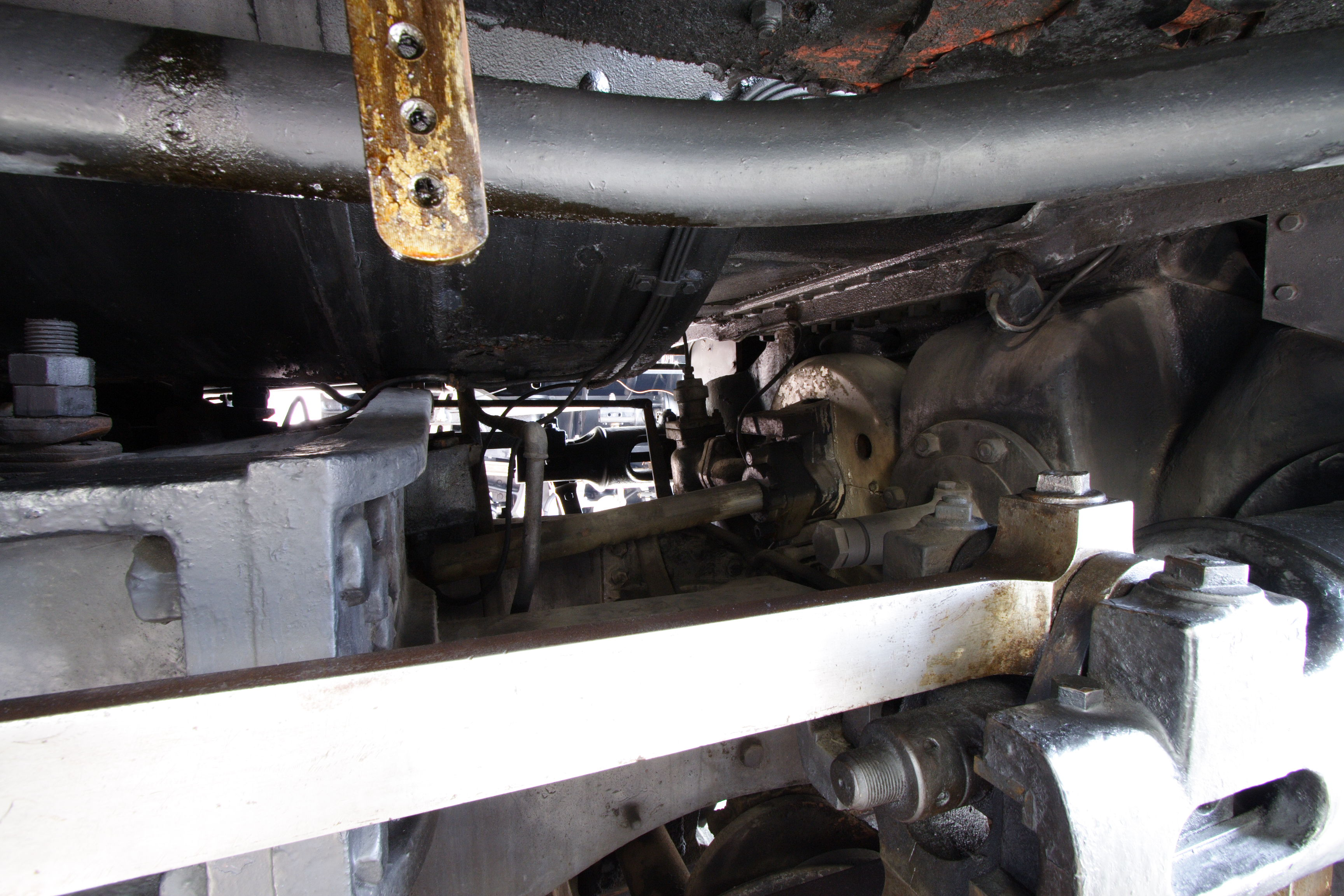
C53の第3シリンダー
（写真中央）

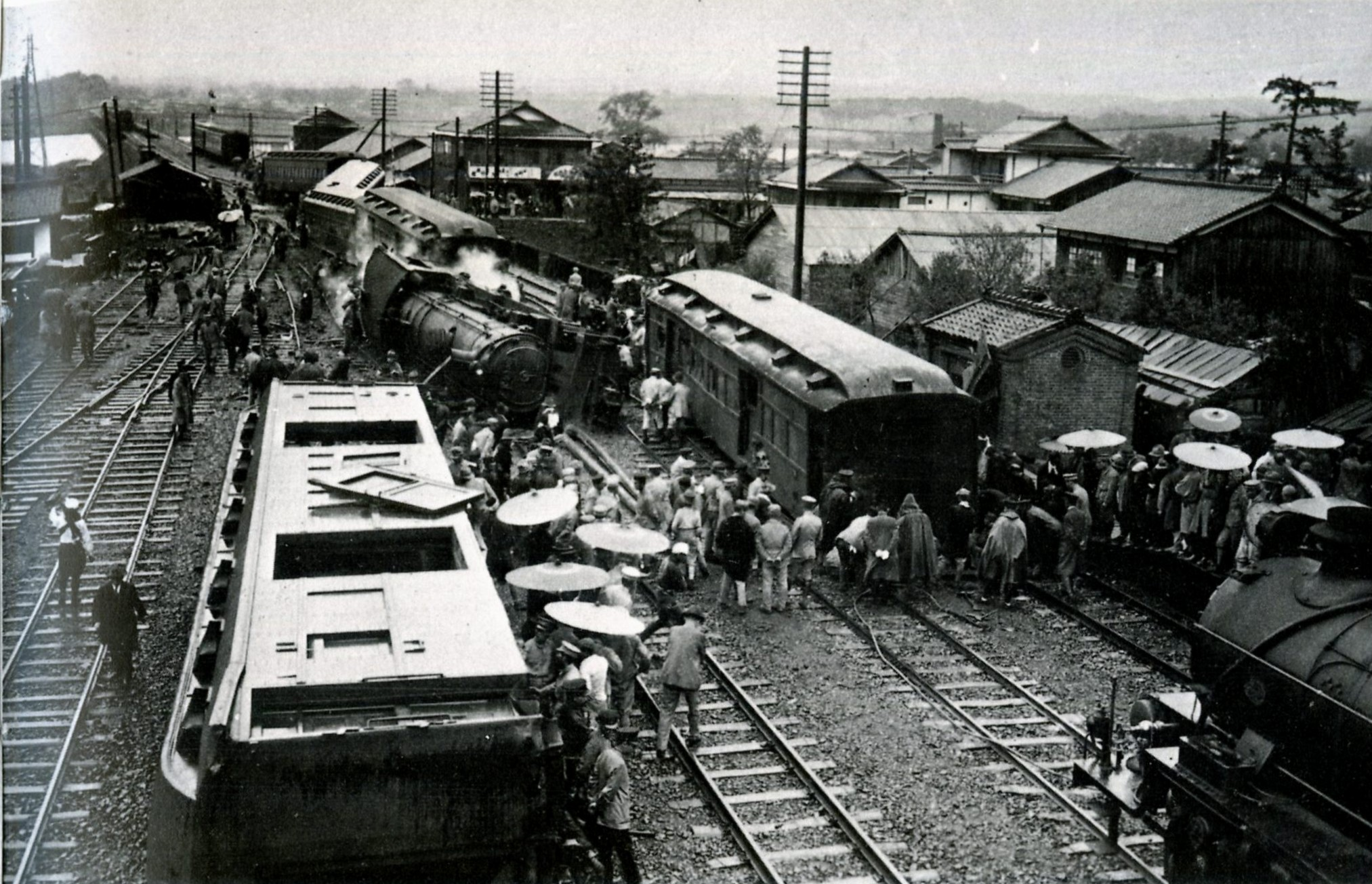
石山駅構内で速度超過により脱線したC53 30（1930年4月25日、東海道線石山駅急行列車脱線転覆事故）

C53形は予期通りの性能を発揮したので97両量産され、東海道本線・山陽本線において特急・急行列車牽引用の主力として運用された。設計主任は伊東三枝（国鉄DC11形ディーゼル機関車の設計製造監督）。故障が多く、事故も起こしていたC52と比べ各部が改善されていたため、事故は起こさなかったが、構造が複雑で部品点数が多いため整備検修側からは嫌われた。前述の通り設計そのものもシリンダー周りを担当した島秀雄をはじめとして3シリンダー機構の理解が不十分であり、軽量化を重視しすぎたことで枠の剛性不足による亀裂多発、連動テコの変形による第3シリンダーの動作不良頻発と起動不能などといった重大なトラブルの原因となった。なお、第3シリンダーの動作不良頻発はアメリカでも納品直後に発生しており、台枠の亀裂多発はLNER A1形・A3形蒸気機関車でも軽量のために穴を設けたことで問題化していた。本家であるLNERは、さまざまな欠陥を持つグレズリー式機関車に乗務させる人員を1人1人選別して1台の機関車に専属させる運用で対処したが、当時の鉄道省は1台の機関車に乗員を専属させずに運転が可能な体制に移行しつつあり、旧態依然としたLNERのやり方と相性が悪かった。
このため、お召列車や運転開始当初の超特急“燕”では、信頼性の面からC51形が使用されている。なお、燕の名古屋以西の牽引機は程なくC53形が担当することとなった（沼津電化後は沼津以西をC53形が担当）。
それでも戦前の時点では、鉄道省は本機を主として名古屋・明石・下関の3機関区を中心に運用させた。名古屋機関区では、東海道本線国府津・沼津間電化後に、従来浜松機関区が受け持っていた上り「富士」と下り「櫻」を除く全特急列車で沼津 - 名古屋間を担当し、「櫻」は名古屋 - 京都間の上下列車も牽引していた。明石機関区は、配属両数が10両前後と少ないながら、担当仕業のほとんどが優等列車牽引で中には名古屋 - 神戸間のロングラン運用が存在したにもかかわらず、1941年以降のC59形への置き換えまで大過なく本形式を運用していた。運用維持のために、各機関区の整備陣では以下のような対策も取られた。
- 機関区にはグレズリー式弁装置調整のため専門の技工長を置き、検査後の本線試運転でも技工を同乗させた。
- 浜松工場では、名古屋機関区からの要望により出場後は走行距離1万kmまでは分解整備せず運用可能なよう検査や確認を緻密に行い、炭水車には「10000粁限定」標記を大書した。1937年以降は大規模整備「標修車」に切り替えられ、浜松工場で研究された整備技術やC53形以降に登場した新形機関車の経験が活用された[注 10]。
- 大阪鉄道局では1930年の明石機関庫創設時に、梅小路機関庫から最も状態のよい12両を転属させ、その後の転配属においても優秀機を配属させる集中配備策を取った[注 11]。

しかし、以後は鉄道省、国鉄を通じ、3シリンダー機関車の製造はおろか設計すらなくなり、日本の蒸気機関車は実用性ではるかに優れた2シリンダー機関車のみに限定されることになった。
もっとも、適切に調整・保守された本形式は、等間隔のタイミングで各シリンダが動作する3シリンダーゆえに振動が少なく、広くて快適な運転台、蒸気上がりの良いボイラ、牽引力の強さから、乗務員の評価と人気は高かったという。後続のC59形やC62形より乗り心地が良かったと伝えられている。

## 改造
C52形の使用時、煙室の蓋を開けて清掃中にシンダ（煤）がグレズリー式弁装置に入る問題が発生したのでそれを防ぐために前デッキに鉄製のエプロンを追加で取り付けていた。これに対し、本形式は最初からこの鉄エプロンが正面だけでなく側面まで覆っていた、しかしこれは整備上の不便から短期間で撤去され前面のみとなり、こちらが標準スタイルになっている。運用開始直後、勾配区間の走行時やブレーキ時に蒸気溜内部に水が入る問題が起きた。水はシリンダー内で膨張しないため出力が得られないばかりか、万が一高速運転中に大量に流入してドレンが間に合わなかった場合にはウォーターハンマーを起こすため、対策として蒸気溜のドーム内部に通風管を設けたが、C53 93は試験的にドームの高さを増した上でドーム自体の位置を後方に移す改造をおこなっている。
第二動輪のクランク軸は当初動軸一体の鍛造品であったが強度や工作上の観点から組立式に変更、ピストン体やクロスヘッド、内側滑り棒といった箇所も強度の問題から順次改造された。また、1930年代半ば以降は検修上の問題から一部の初期製造車で排障器を移設、蒸気室覗き穴の拡大や前デッキ垂直部を4分割引戸として後期製造車と取り扱いを共通化したほか、C53 88は試験的に二段に折れていた前デッキ傾斜部分を一面の開戸に変更した。
昭和初期には排煙効果を高めるためC51形と同じく煙突上部や煙室周囲に各種の排煙装置を取り付ける試みがなされたものの、除煙板が良好だったので1931年頃から取り付けが始まり、他の排煙装置のものも1933年以降は原型に戻されている。除煙板の形状は名古屋・大阪・門司（1935年以降は広島鉄道局に移管）の各鉄道局により長さや高さが若干異なるものが採用された。名古屋・門司・広島が採用した除煙板は大阪のものより基本的に大型である。また、大阪局所属のC53 47はC51形の一部でも採用された前縁部が開閉できる除煙板を備えたほか、門司・広島局所属車では煙突頂部を若干延長していた。 
このほか、名古屋・大阪所属車の一部には特急・急行列車の長距離運用に備え炭水車を標準的な12-17形からD50形初期車が使用していた20立方米形に振り替えたものが存在した。本形式が使用した20立方米形炭水車は石炭搭載量を増やすため炭庫の高さや長さを増す改造を施しており、外見的特徴の一つとなった。

### 流線型化改造

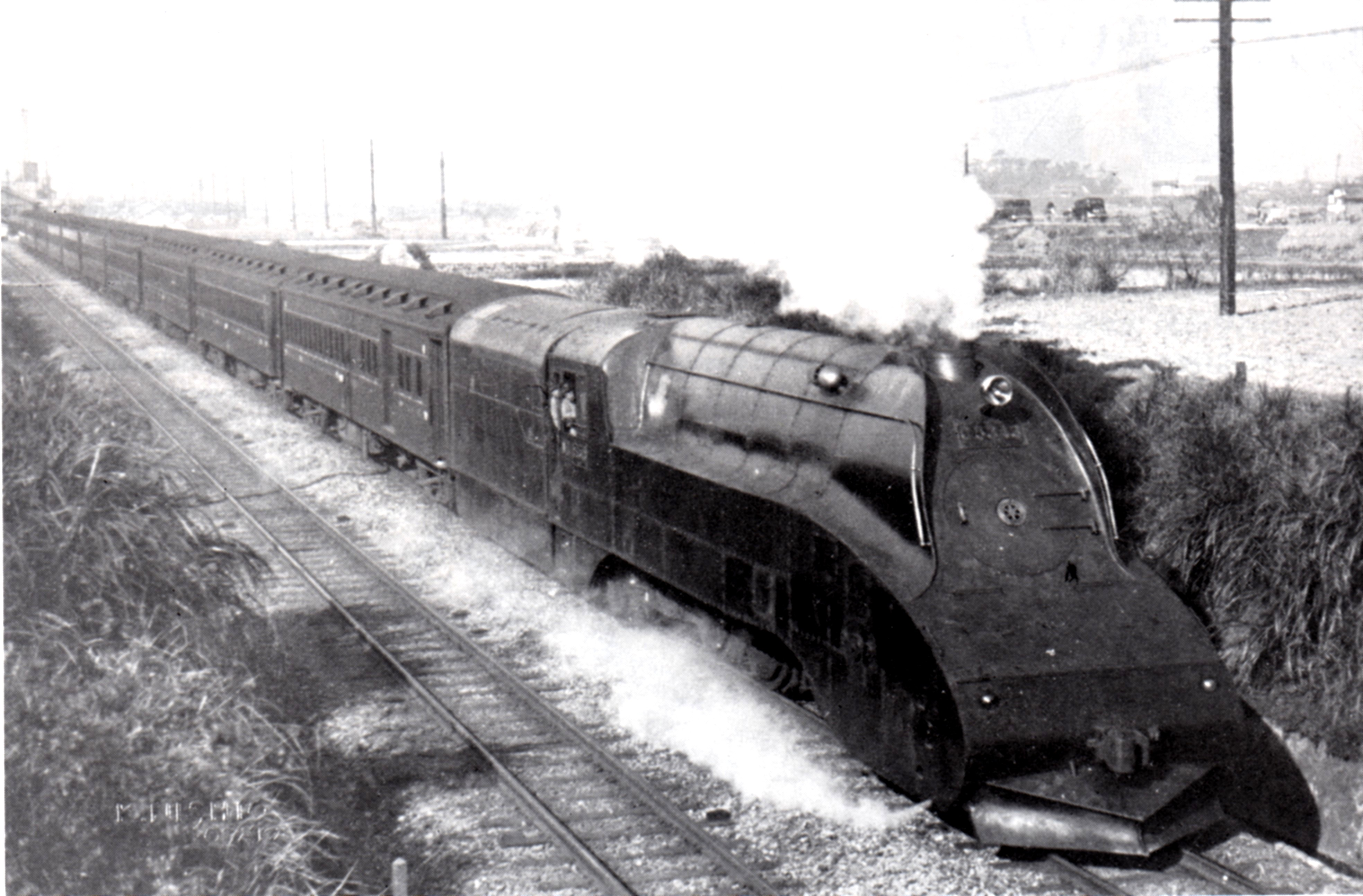
上り「つばめ」回送列車を牽引するC53 43
1934年12月9日 大久保 - 明石間にて撮影

1934年11月には当時の世界的な流線型ブームに乗り、梅小路機関区所属のC53 43が鷹取工場における20日の突貫工事で試験的に流線型に改造された。煙室前部を斜めに切り、運転室は密閉式のものに取替え、車体全体と炭水車上部を流線型の鉄板で覆い、機関車本体と炭水車の隙間は幌で覆った。さらに、露出した汽笛にも流線型のキセを装着する徹底ぶりであった。これらの改造により他機とは全く異なる外観を呈した。塗色も完成直後は海老茶色で、試運転前に黒に塗り替えられたかのように新聞に書かれたが、当初黒以外の案があって採用されなかっただけともされる。
流線型ブームでは空気抵抗の軽減効果が多く標榜されたが、当時の100km/hに満たない運転速度では空気抵抗が列車の走行に与える影響はごく小さなものであった。それよりも列車の周囲の空気の流れを改善し、煙が列車に絡みつくのを防ぐとともに、走行中に対向列車や駅ホーム上の乗客に及ぼす風圧の軽減を目標としたという。
完成後の11月24日には鷹取工場構内で公式試運転を実施し、同年12月1日から1937年7月1日のダイヤ改正で梅小路機関区のC53形が特急運用から撤退するまでの間上り「燕」の神戸 - 名古屋間（明石操車場 - 神戸間の回送列車も牽引）、下り「富士」の名古屋 - 大阪間を担当したほか機関車回送を兼ねて急行17列車の京都 - 神戸間や普通列車も牽引した。
1935年（昭和10年）6月には東海道本線の原 - 鈴川（現・吉原）間でC53 43と通常型のC53 55を使った性能試験がおこなわれ、性能試験車オヤ6650と控車スハフ34445を連結した状態で100km/h前後まで加速して走行した際の機関車状態を計測した。この試験成績では空気抵抗係数が在来型の87パーセントと測定されるなど良好だったため、C53形を全車流線型に改造するため改造費1両3000円を計上、昭和10年度として10両改造することが内定した が実現しなかった。「燕」の客車も展望車の後部を流線形にし、貫通幌を車体幅一杯まで2400ミリ広げるなどして空気抵抗を3割減らす改造に着手するという計画が報道されたが 、これも実現していない。
運転室内は幌で覆われているため室内の騒音は軽減されたが、その反面、熱がこもり、室内温度が高温になりやすかった。また整備点検には他のC53形よりも約180%多くの時間を要したという。特急運用から外れた直後には炭水車上部のカバーを撤去、戦時中には車体下部のカバーも撤去され、開閉に手間を要した煙室扉にはジャッキを取り付けた。

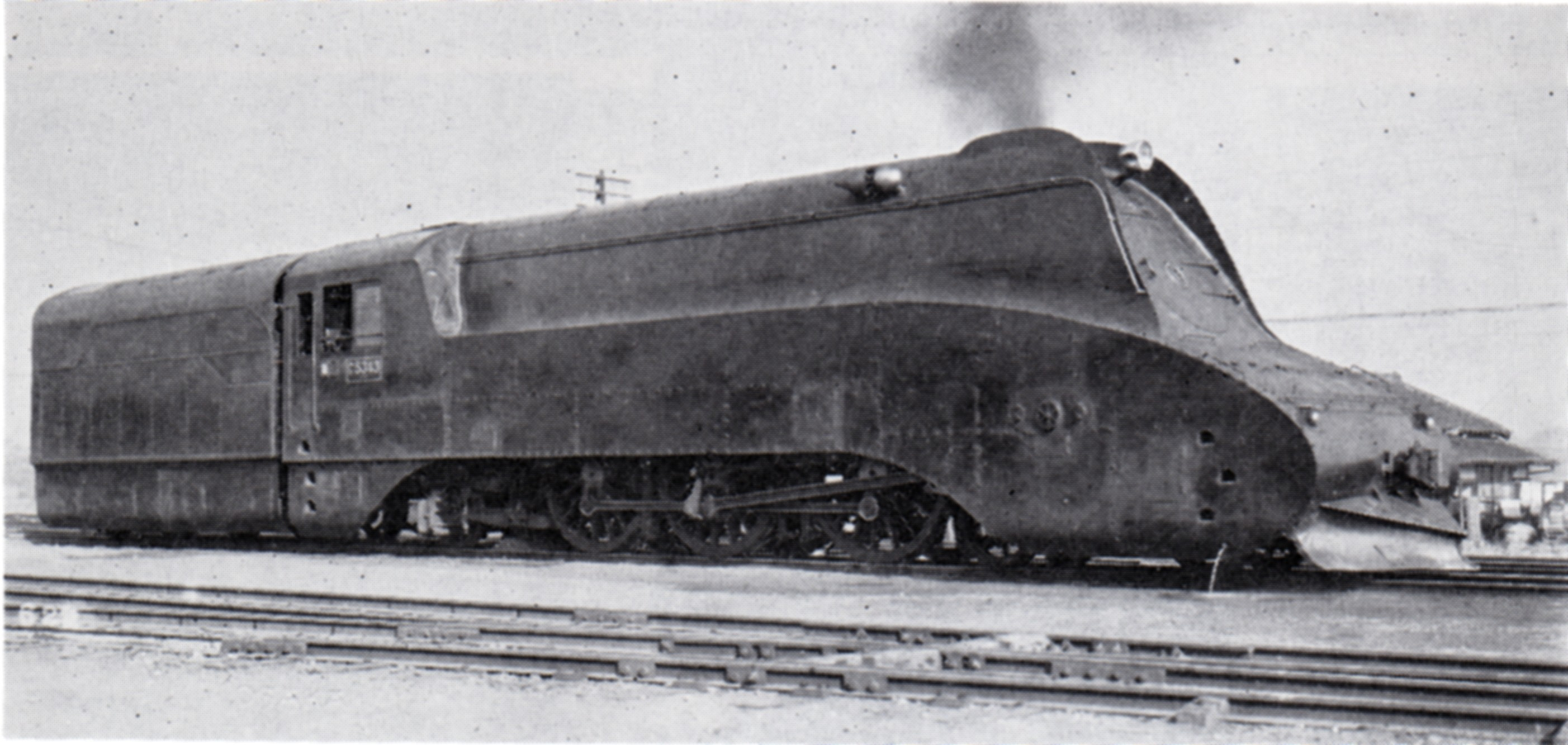
側面
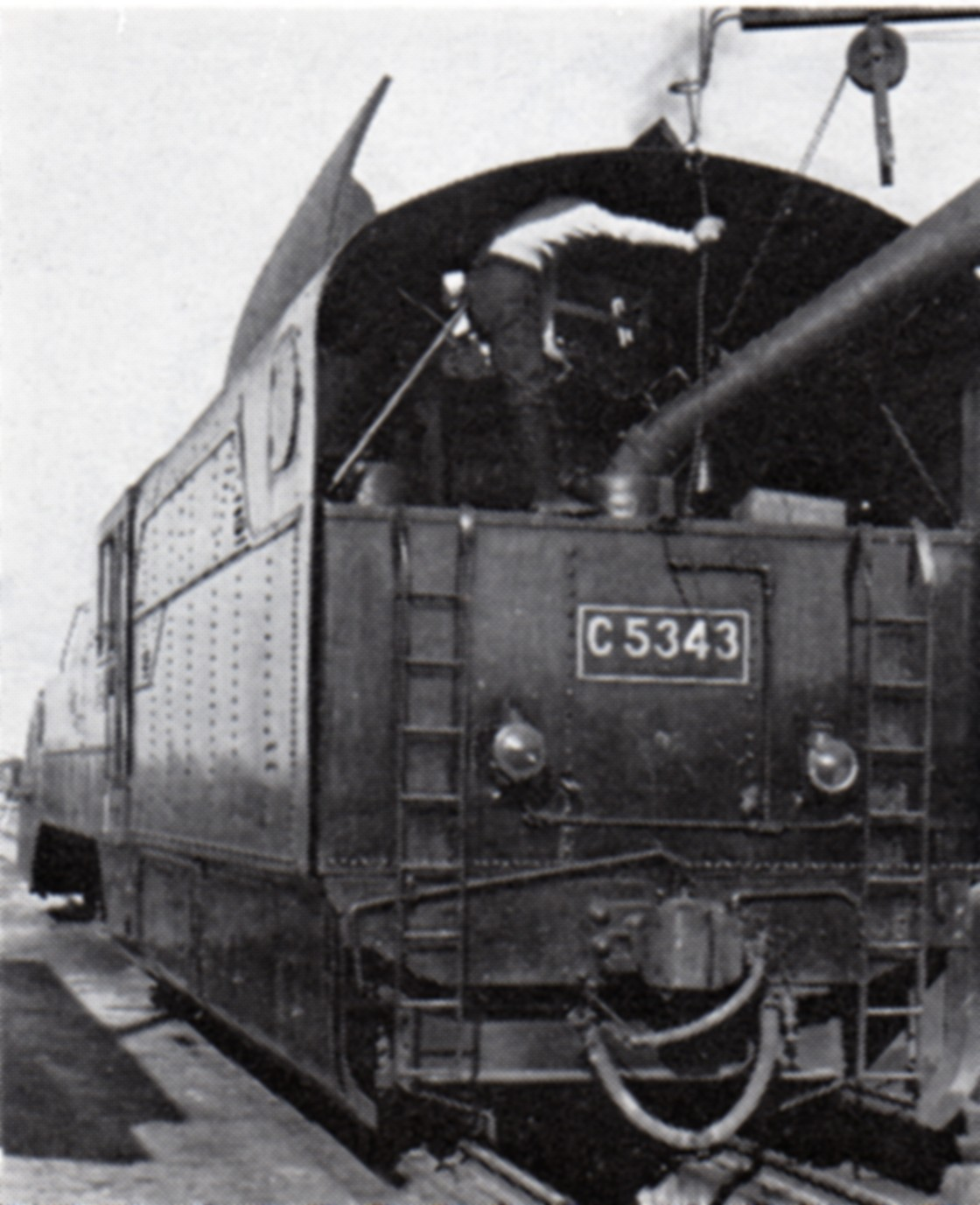
後部、テンダーに給水中

## 弾丸列車計画
昭和15年（1940年）に開かれた鉄道会議で「東京-下関間新幹線増設に関する件」を諮詢し、帝国会議で予算が認められ、衆議院・貴族院を通過し、通称弾丸列車計画がスタートした。この時に、C53をベースとしたHC50が計画された。

## 廃車
1940年代に入り、2シリンダーで同クラスの性能を持つC59形の完成に伴って幹線の主力機関車の座を譲ったが、あまりに大型であるため、当時は東海道・山陽本線と軍事輸送上から山陽本線並の軌道状態で整備された呉線以外には転用不可能であった。折から戦時体制に突入したために機関車需要がさらに逼迫、にもかかわらず旅客用機関車の製造は中断されたために本形式もフルに運用され、図らずもその寿命を延ばすことになる。最末期に中央西線・名古屋口や関西本線（名古屋 - 亀山間）でごく一部が使用されたといわれる。また、関門トンネル開通後は小倉工場でも本形式の検査を行った関係上回送や試運転で鹿児島本線の一部区間（門司 - 吉塚間）を走行した。
だが部品点数が多く複雑な構造であった上、戦時の酷使や整備不良、さらには相次いだ戦災や事故による損傷が祟り、戦後すぐに運用を離れる車両が続出した。結局、国産の本線用大型蒸気機関車の中ではもっとも早く、1948年から1950年にかけてすべて廃車となった。その早すぎる廃車に対し朝日新聞の投書欄が発端となり衆議院運輸委員会で取り上げられることになった。

## 保存機

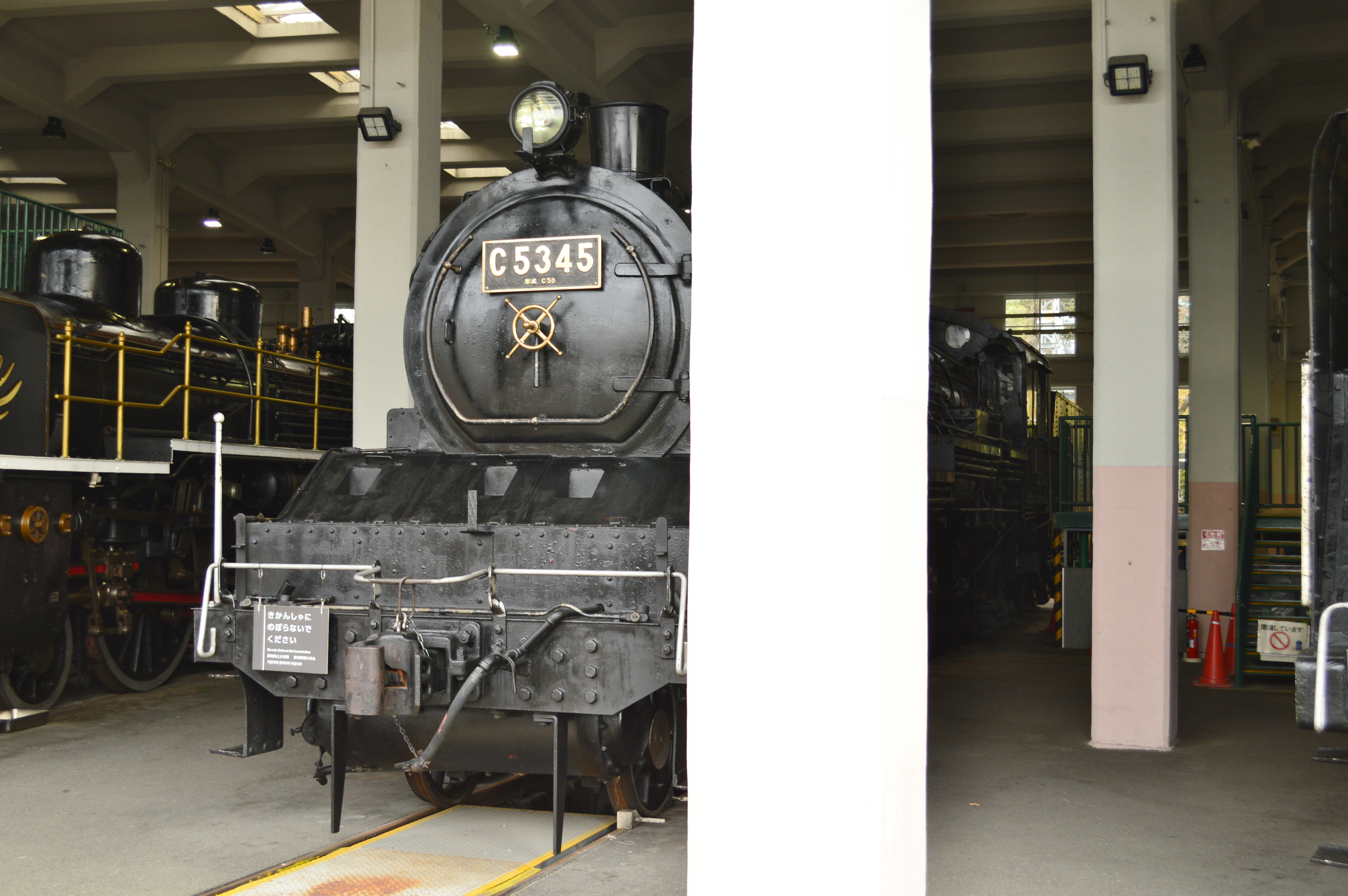
京都鉄道博物館のC53 45

1950年（昭和25年）に廃車されたC53 45は国鉄吹田教習所の教習用車両を経て鷹取工場内に放置されていたが、1962年（昭和37年）に鉄道90周年事業の一環として大阪市港区に開館した交通科学館（のちの交通科学博物館）に保存されることとなり、前年の1961年（昭和36年）に運行可能な状態に復元整備され、9月20日・9月21日には吹田操車場 - 鷹取間で2日間記念走行が行われている。1972年（昭和47年）9月に京都市の梅小路蒸気機関車館に移され、現存唯一のC53形として、同館が2016年（平成28年）4月に京都鉄道博物館に新装オープンした後も静態保存されている。2006年（平成18年）、「梅小路の蒸気機関車群と関連施設」として、準鉄道記念物に指定された。
製造銘板は1961年（昭和36年）の復元整備時に、汽車会社の協力会社の矢内金属工業（大阪・御幣島）が保管していた木型によって製造当時の様式の物が複製された。現役時代のナンバープレートは廃車後に失われ、復元走行時と交通科学館保存当初は新規鋳造の形式名なしのナンバープレートを装着していたが、のちに形式名入りの赤地の物、梅小路移転前後に形式名入りの黒地の物と交換されている。
交通科学館から梅小路への移動時は、大阪港駅まで陸路で運ばれ、そこから本線上に復線し甲種輸送された。
このほか、同じく1950年（昭和25年）に廃車されたC53 57が教習用としてボイラー部分を切開した状態で浜松工場に保存された。1963年当時は現存していたが、のちに解体されている。

## タキ1600形貨車への改造
1949年（昭和24年）9月30日から同年11月5日にかけて、廃車となった本形式の炭水車を糖蜜輸送用40t積タンク車タキ1600形に改造する工事が実施された。改造工事は東洋レーヨン、若松車両の2社にて2ロット16両（タキ1600 - タキ1615、本形式32両分）が行われた。
これは2両分の炭水車の石炭取出口側（機関車運転室側）を向かい合わせにして永久連結し、炭水車上部の炭庫を取り払い、下部の水槽をタンクとして利用するというものであった。台枠や台車は元の炭水車のものを用いた。永久連結した2両分を1両とし、各々の車両には「タキ16xx前」「タキ16xx後」と表記された。
所有者は内外輸送であり、その常備駅は神奈川県の新興駅であった。
1956年（昭和31年）7月までに全廃されている。

他に変わった利用法として28号機が京都の旧二条通の山陰線の踏切近くでボイラーが工場に使用され、キャブが（ペンキ書きの番号が付いたまま）キャブ後方を道路側に向けて果物屋の店舗に使用されていたという記録がある。